# Monster Truck Madness 2
Monster Truck Madness 2 (connu sous le nom de Monster Truck Madness 64 sur Nintendo 64) est un jeu vidéo de course sorti en 1998 sur PC et en 1999 sur Nintendo 64. Le jeu a été développé par Terminal Reality et édité par Microsoft sur PC ; il a été développé par Edge of Reality et édité par Microsoft Games et Rockstar Games sur Nintendo 64. Il fait suite à Monster Truck Madness.

## Développement
Monster Truck Madness 2 sort sur PC le 13 mai 1998 en Amérique du Nord. Le jeu est ensuite porté sur Nintendo 64 par le studio américain Edge of Reality le 30 juillet 1999.